# Сковежин
Сковежин (пол. Skowierzyn) — село в Польщі, у гміні Залешани Стальововольського повіту Підкарпатського воєводства.
Населення — 892 особи (2011).
У 1975-1998 роках село належало до Тарнобжезького воєводства.

## Демографія
Демографічна структура станом на 31 березня 2011 року:
|          | Загалом | Допрацездатний вік | Працездатний вік | Постпрацездатний вік |
| -------- | ------- | ------------------ | ---------------- | -------------------- |
| Чоловіки | 443     | 104                | 278              | 61                   |
| Жінки    | 449     | 91                 | 261              | 97                   |
| Разом    | 892     | 195                | 539              | 158                  |